# Cyclisme aux Pays-Bas

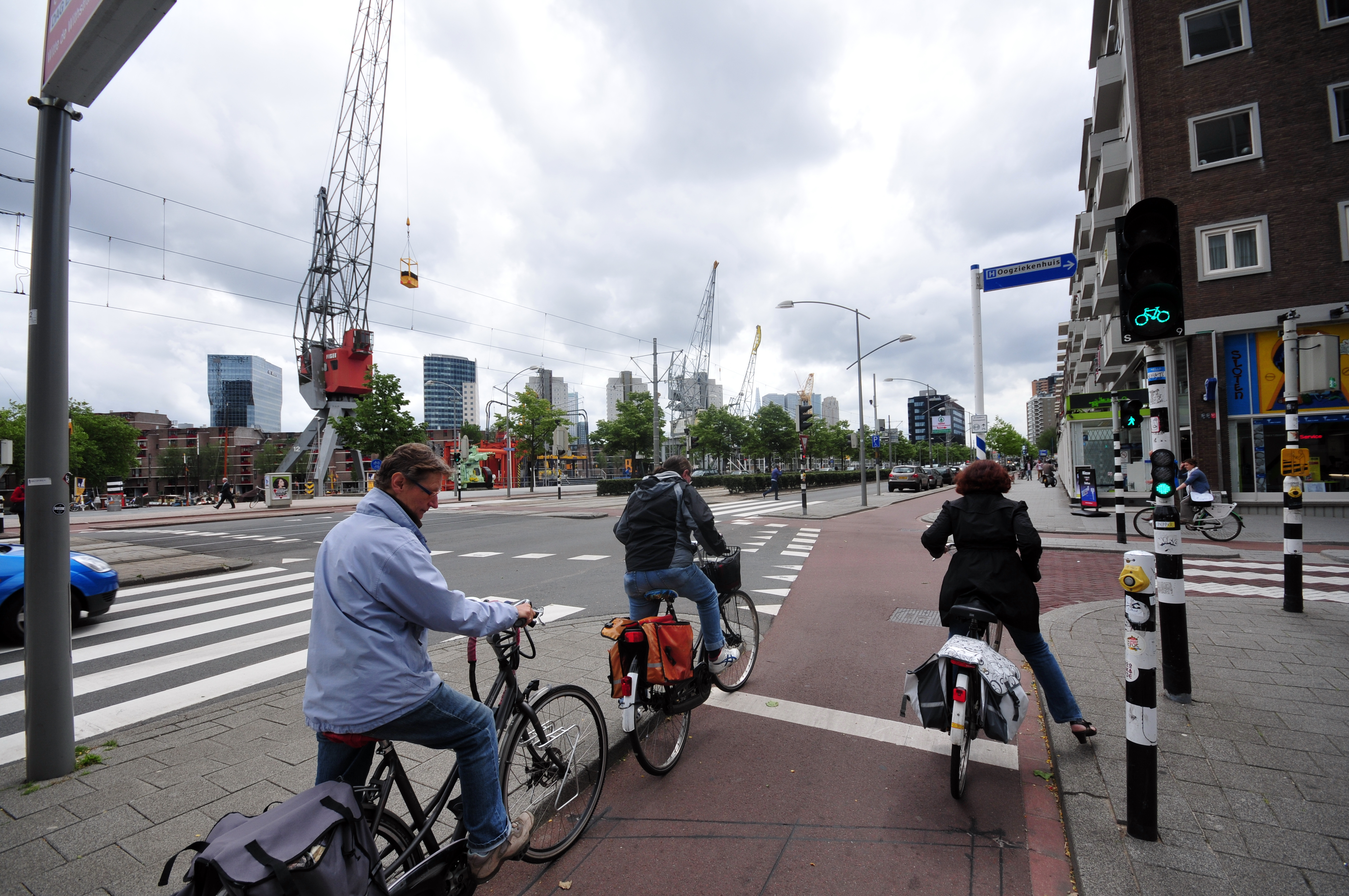
Cyclistes à Rotterdam (Schiedamsedijk, angle Schilderstraat), attendant à un feu de circulation dédié, sur une voie vélos dédiée (en rouge).

Le vélo est un moyen de transport commun aux Pays-Bas. Il est d'ailleurs devenu un des symboles du pays.
Dans les années 1970, les déplacements étaient majoritairement effectués en voiture, mais plusieurs changements culturels liés à la sécurité des enfants et aux chocs pétroliers ont amené à une politique pro-vélo à l'échelle du pays.
En 2014, en moyenne, 36% des habitants utilisent leur vélo comme moyen de transport habituel, y compris les enfants et les personnes âgées ; ce chiffre est plus important en ville, certaines connaissant des congestions de cyclistes.
Des infrastructures dédiées (ferries, ronds-points, ouvrages d'art, feux de circulation, parkings), bien dessinées (voies rapides pour vélos, larges voies cyclables, grands virages) et confortables (revêtement routier de qualité, signalisation dédiée) facilitent la pratique du vélo. Un quart du réseau cyclable, tant urbain que rural, est physiquement séparé de la circulation automobile.
Dans les campagnes, un nombre croissant d'itinéraires relient les villages et les villes des Pays-Bas. Certains de ces itinéraires font partie du réseau cyclable national néerlandais (LF-routes), un réseau d'itinéraires pour le cyclotourisme qui couvre tout le pays.
Le code de la route est très favorable au vélo, avec de nombreuses priorités sur la route et aux intersections pour ces derniers. La responsabilité des automobilistes est par défaut plus importante dans le cas d'accidents impliquant un cycliste. Les itinéraires cyclables sont plus directs que ceux en voiture.
Les vélos sont conçus pour être facilement utilisés, qu'importe la tenue portée par l'usagère ou l'usager, et pour transporter des passagers ou du fret. Le vélopartage est également courant, notamment pour effectuer les derniers kilomètres à vélo après un déplacement en train.

## Part modale
En 2014, 36% des habitants listent leur vélo comme étant leur mode de transport par défaut pour une journée typique, par opposition à la voiture particulière (45%) et les transports publics (11%). En 2011, ce chiffre était de 31%,.
La bicyclette a une part modale de 27% pour l’ensemble des déplacements (urbains et ruraux) à l'échelle du pays. Dans les villes, cette part est plus haute : à Amsterdam la part modale du vélo est de 38% et à Zwolle elle est de 46%.
Plus d'un quart des voyages effectués aux Pays-Bas se font à vélo. Les plus de 65 ans font presque le quart de leurs déplacements à vélo ; pour ce groupe d'âge, les vélos électriques sont très populaires. Dans certaines villes, plus de la moitié de tous les déplacements se font à vélo.

## Histoire

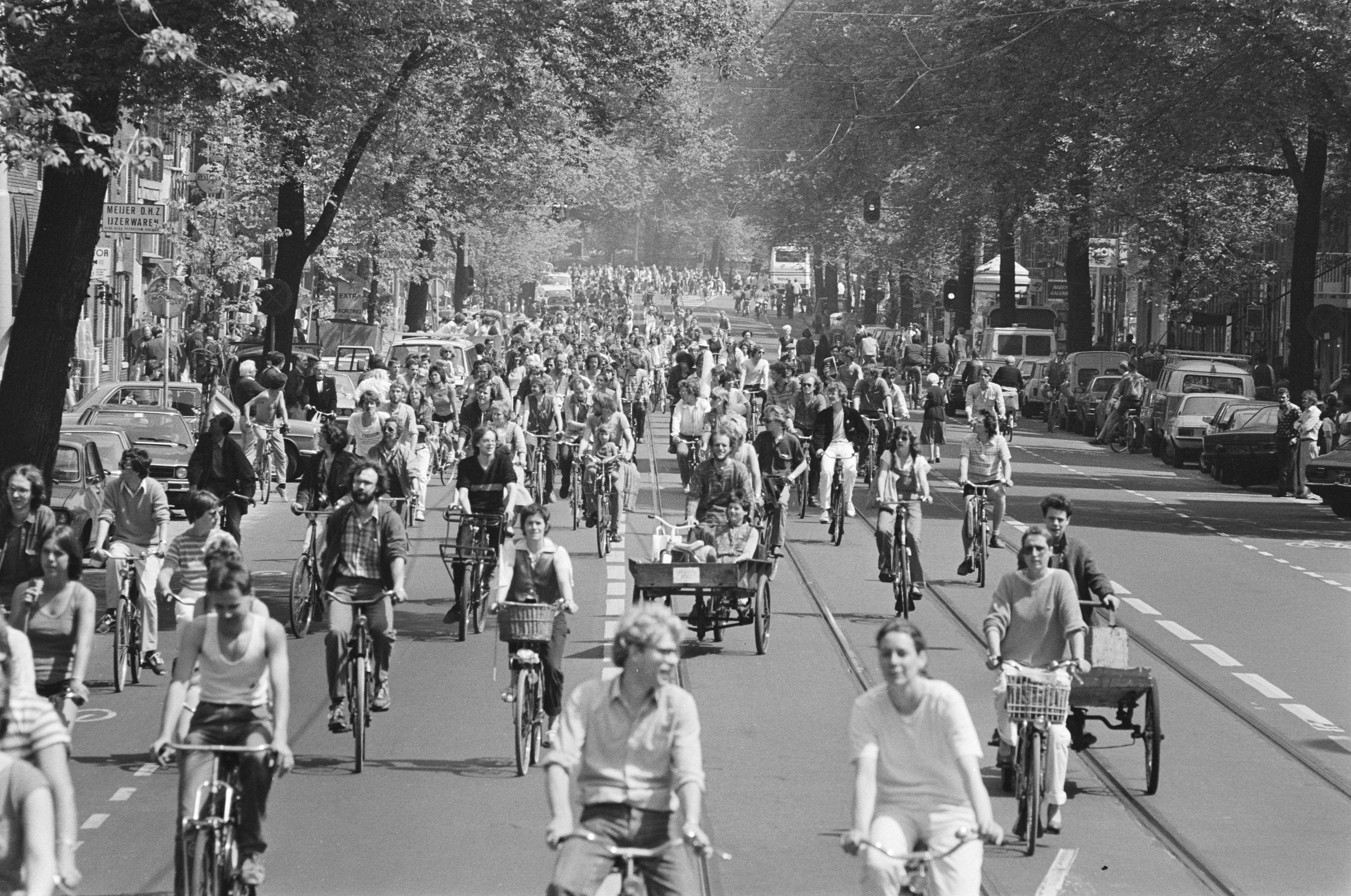
Amsterdam, 1982

Le cyclisme est devenu populaire aux Pays-Bas un peu plus tard qu'aux États-Unis et en Grande-Bretagne, qui ont connu leurs boom du vélo dans les années 1880, mais dans les années 1890, les Néerlandais construisaient déjà des sentiers réservés aux cyclistes. En 1911, les Hollandais possédaient plus de vélos par habitant que tout autre pays d'Europe. Cependant, après la Seconde Guerre mondiale, comme dans les autres pays développés, l'automobile privée est devenue plus abordable et donc plus couramment utilisée ; le vélo est ainsi devenu moins populaire. Malgré cela, le nombre de Néerlandais pratiquant toujours le vélo était très élevé par rapport à d'autres pays européens.
La tendance au re-développement du vélo par rapport au transport motorisé a débuté dans les années 1970, lorsque des Néerlandais sont descendus dans la rue pour protester contre le nombre élevé de décès d'enfants dans les rues : il est arrivé que plus de 500 enfants aient été tués dans des accidents de voiture en une seule année. Ce mouvement de protestation était connu sous le nom de Stop de Kindermoord (nl) (littéralement « Arrêtez le meurtre d'enfants » en néerlandais),,. Le succès de ce mouvement, ainsi que d'autres facteurs, tels que les pénuries de pétrole de 1973-1974, et la publication du CROW (nl) (un manuel d'urbanisation et de planification urbaine autour du cyclisme) ont inversé la politique du gouvernement néerlandais. Le pays commence alors à restreindre les véhicules à moteur dans ses villes et concentrer son attention sur la croissance d'autres formes de transport, le vélo étant perçu comme essentiel pour rendre les rues néerlandaises plus sûres et les villes plus conviviales et habitables.

## Aperçu de la pratique du vélo
En 2012, le cyclisme a énormément gagné en popularité. Rien qu'à Amsterdam, 490 000 cyclistes ont pris la route pour parcourir 2 millions de kilomètres par jour, selon les statistiques de la mairie. Cela a causé quelques problèmes car, malgré 35 000 kilomètres de pistes cyclables, les 18 millions de vélos du pays (1,3 vélo par citoyen en âge de rouler) obstruent parfois les rues les plus fréquentées des villes néerlandaises. Ce problème est résolu en construisant encore plus de voies cyclables pour faire face à un problème rare ailleurs dans le monde, la congestion du trafic cycliste. La piste cyclable la plus fréquentée des Pays-Bas, la Vredenburg, dans la ville d'Utrecht, accueille quelque 32 000 cyclistes en moyenne en semaine et jusqu'à 37 000 les jours de pointe, rivalisant avec les chiffres donnés par Copenhague, au Danemark, pour une de ses pistes cyclables. En 2011, le défenseur du cyclisme David Hembrow a fait valoir que les Néerlandais effectuaient plus de voyages à vélo entre eux que les Américains, les Britanniques et les Australiens additionnés, et avec une plus grande sécurité pour les cyclistes qu'aucun de ces pays.

### Arguments en faveur du vélo

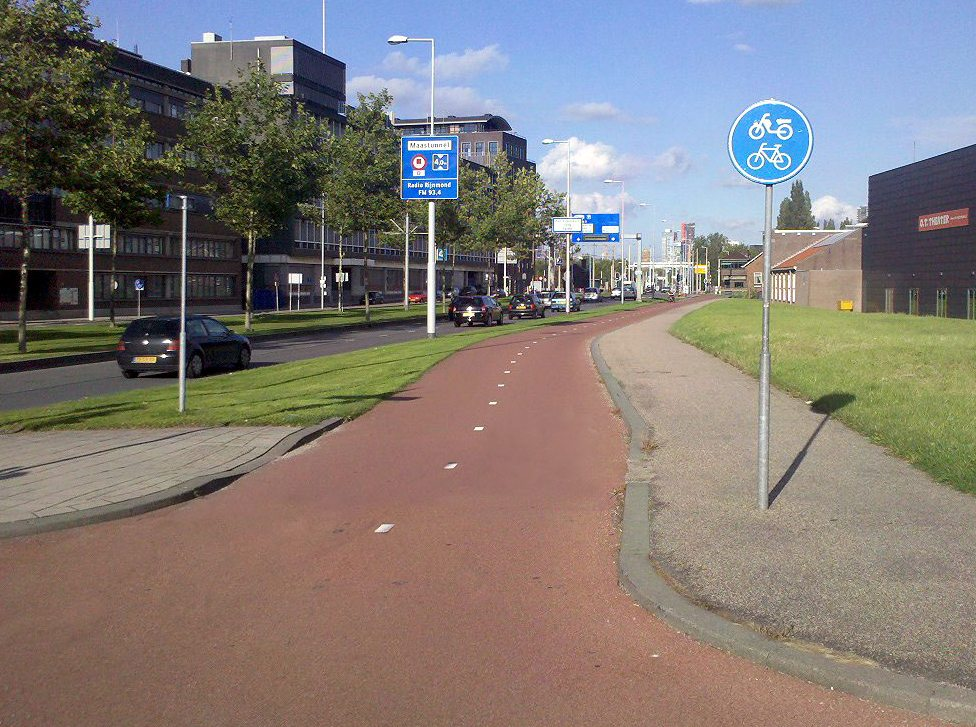
Une piste cyclable hollandaise typique, à Rotterdam.

Outre l'histoire et les mouvements sociaux, il n'y a pas qu'une seule raison pour laquelle le vélo reste si populaire aux Pays-Bas. De nombreux facteurs favorables au vélo se renforcent mutuellement :

#### Infrastructures favorables au vélo
Le réseau de pistes cyclables est continu avec une signalétique claire, bien maintenu et bien éclairé, où les croisements entre les véhicules motorisés et les cycles donnent priorité aux vélos. Cela rend le déplacement cycliste pratique, plaisant et sûr.
Un réseau important d'atelier de réparation et de magasins spécialisés dans les cycles existe dans tout le pays.

#### Politiques publiques, planification et lois favorables aux vélos
Les besoins des cyclistes sont pris en compte dans toutes les étapes de l'urbanisme. Les zones urbaines sont souvent organisées en woonerven (zones résidentielles), avec priorité aux piétons et aux cyclistes par rapport au trafic motorisé.
Les Pays-Bas appliquent une approche de la conception des routes fondée sur des normes, selon laquelle les conflits entre les différents modes de transport sont éliminés dans la mesure du possible et leur gravité est réduite autant que possible lorsque leur élimination n'est pas possible. Il en résulte que le cyclisme est rendu à la fois objectivement et subjectivement sûr. Les villes ont été conçues avec un accès limité aux voitures et un stationnement limité (qui diminue avec le temps). La circulation intense et le nombre très limité de places de parking qui en résultent rendent l'utilisation de la voiture peu attrayante dans les villes.
Il existe une forme particulière de responsabilité, inscrite dans la loi depuis le début des années 1990 concernant les accidents entre un vélo et un véhicule automobile. Dans le cas d'une collision entre un vélo et une voiture, l'assureur du conducteur de la voiture doit payer les dommages à partir du moment où il est prouvé que le cycliste n'a pas créé intentionnellement l'accident et qu'il n'était pas en tort. Si le cycliste est en tort mais que l'accident n'était pas intentionnel, l'assurance du conducteur de la voiture doit payer la moitié des dommages — si le cycliste a moins de 14 ans, l'assurance doit payer l'intégralité des dommages. S'il peut être prouvé que le cycliste est intentionnellement entré en collision avec la voiture, alors le cycliste doit payer l'intégralité des dommages.
Le casque n'est pas obligatoire pour les cyclistes. Ils sont peu portés, leurs principaux utilisateurs sont les jeunes enfants et les sportifs pratiquant le vélo de route ou le vélo tout terrain. Le Fietsersbond (union des cyclistes) a rassemblé plusieurs études prouvant que pour une pratique quotidienne normale, obliger les cyclistes à porter un casque aurait un effet négatif sur la santé publique.

#### Développement durable
En utilisant davantage le vélo et moins la voiture, les Néerlandais diminuent leur empreinte carbone.
L'usage de la bicyclette diminue la consommation de carburants fossiles et d'énergie par habitant, menant ainsi à une réduction de la pollution et autres dommages environnementaux.

#### Culture du vélo
Le vélo est un des symboles de la culture des Pays-Bas. Il est considéré comme un symbole national depuis 1920 et comme un mode de transport patriotique depuis 1938.
Le cyclisme est présenté dans les qualités et les vertus civiles néerlandaises d'indépendance, de maîtrise de soi, de modestie et de stabilité.
Le cyclisme a eu un effet positif sur le tourisme, les gens visitent les Pays-Bas pour faire l'expérience de sa culture cycliste spécifique.

#### Géographie, environnement construit et météo
Les Pays-Bas sont un pays relativement densément peuplé et très plat, ce qui signifie que les distances à parcourir sont généralement courtes, même entre les villes. Le climat frais des Pays-Bas permet de parcourir de courtes distances à vélo sans transpirer. Cela signifie que les gens peuvent se rendre au travail ou à l'école à vélo sans avoir à prendre une douche ou à se laver directement après, comme ils doivent le plus souvent le faire dans des climats chauds, humides ou ensoleillés.

#### Effets du vélo sur la santé et l'économie
Le cyclisme prévient 6 500 décès par an, et les Néerlandais ont une espérance de vie plus longue de six mois grâce au vélo.
Les bénéfices pour la santé correspondent à plus de 3 % du produit intérieur brut néerlandais.
Il est confirmé que les investissements réalisés dans les politiques de promotion de la bicyclette (par exemple, l'amélioration des infrastructures et des équipements cyclables) produiront probablement un rapport coût-bénéfice élevé à long terme.

#### Vélos et équipements pratiques
La présence du vélo dans le pays fait que la majorité des vélos utilisés sont des vélos utilitaires (en) par opposition aux vélos de sport (bien que l'on trouve toute sorte de vélos : sportifs, couchés, vélomobiles, etc.). Le « vélo hollandais », notamment le Omafiets, combine le fait d'être pratique, peu coûteux en entretien et de permettre de transporter des charges ; il a également des gardes-boue et un pare-jupe. Le cycliste est assis en position haute, permettant une meilleure appréhension de l'espace.
Les paniers à vélos, les sacoches et les remorques porteuses sont courants pour transporter des objets ou des achats.

#### Formation
Les Néerlandais forment leurs enfants à la pratique du vélo lorsqu'ils ont environ 12 ans, juste avant d'entrer à l'école secondaire, afin qu'ils puissent rouler en toute confiance sur les routes. Les enfants réussissant l’examen reçoivent un Verkeersdiploma (certificat de conduite). Cette formation est nécessaire car 75% des élèves du secondaire vont à l'école à vélo, chiffre porté à 84% pour celles et ceux habitant à moins de 5 kilomètres de l'école. Pour les distances supérieures ou égales à 16 kilomètres, 8% des élèves font le trajet vers et depuis leur école à vélo, principalement dans les zones rurales où l'école est parfois à une plus grande distance. Quelque 49% des élèves en enseignement primaire vont à l’école à vélo, mais les distances sont plus courtes, et des adultes accompagnent les plus jeunes.
Lors de leur formation en auto-école, les automobilistes néerlandais sont spécialement sensibilisés aux interactions avec les cyclistes, avec notamment un contrôle accru des angles morts.

### Arguments en défaveur du vélo

#### Météo
Mis ensemble, les arguments en faveur du vélo l'emportent largement sur les facteurs négatifs que sont le temps humide et venteux, les vents contraires et forts dus au terrain plat.

#### Incivilités
Le pays connaît des vols fréquents de vélos : plus de 500 000 vélos sont volés par an, un problème persistant surtout dans les villes. Néanmoins, ce phénomène n'est pas un frein à l’usage du vélo aux Pays-Bas, ni à l'acquisition de modèles de bonne qualité (1000€ par vélo en moyenne aux Pays-Bas contre 600€ en Allemagne et moins de 350€ en France).

#### Accidentologie
En 2012, le Fietsersbond (Union des cyclistes) a déclaré qu'un quart des accidents mortels aux Pays-Bas impliquaient des cyclistes. Des recherches menées en 2013 ont montré que 60% des accidents mortels à vélo étaient survenus aux carrefours et dans deux cas sur cinq, les cyclistes s'étaient vu refuser la priorité. De 2007 à 2012, le nombre d'accidents routiers mortels a diminué aux Pays-Bas de 850 à 600, tandis que le nombre de décès à vélo est resté à peu près constant. En 2015, les décès liés au cyclisme représentaient 30% des décès sur la route aux Pays-Bas, soit 185 décès sur 621.

## Infrastructure
De nombreuses routes ont une ou deux pistes cyclables séparées, ou des pistes cyclables marquées sur la route. Sur les routes où se trouvent des pistes cyclables ou des pistes cyclables adjacentes, l'utilisation de ces installations est obligatoire et le vélo sur la chaussée principale n'est pas autorisé. Environ 35 000 kilomètres de pistes cyclables sont physiquement séparées de la circulation automobile, soit un quart des 140 000 kilomètres de réseau routier. Sur d'autres routes et rues, les vélos et les véhicules à moteur partagent le même espace routier, mais ce sont généralement des routes à faible vitesse[réf. nécessaire]. La qualité de surface de ces pistes cyclables est bonne et le tracé a tendance à être direct avec des virages doux permettant de rouler à bonne vitesse sur des distances importantes. Les pistes cyclables ont leurs règles et systèmes de signalisation, y compris des feux de circulation ou des ouvrages d'art dédiés.
Les tunnels et les ponts peuvent être accessibles ou non à vélo ; si les vélos sont interdits, il y a généralement une installation séparée leur permettant de passer. Par exemple, le tunnel de l'Escaut occidental n'est pas accessible aux piétons, aux cyclistes ou aux cyclomoteurs. Ils doivent utiliser le ferry à un autre endroit ou prendre le bus dans le tunnel. Contrairement à la grande majorité des services de bus aux Pays-Bas, trois services qui traversent ce tunnel transportent des vélos et des cyclomoteurs.
Les piétons utilisent le trottoir là où il y en a un, sinon ils utilisent la même position sur la route que les cyclistes : sur la piste cyclable ou la bande cyclable si elle existe, sinon sur la route. Les routes et tunnels accessibles aux cyclistes sont également accessibles aux piétons. La plupart des sentiers pédestres sont accessibles aux cyclistes qui descendent et marchent à côté du vélo.

### Pistes cyclables séparées, parallèles à la chaussée

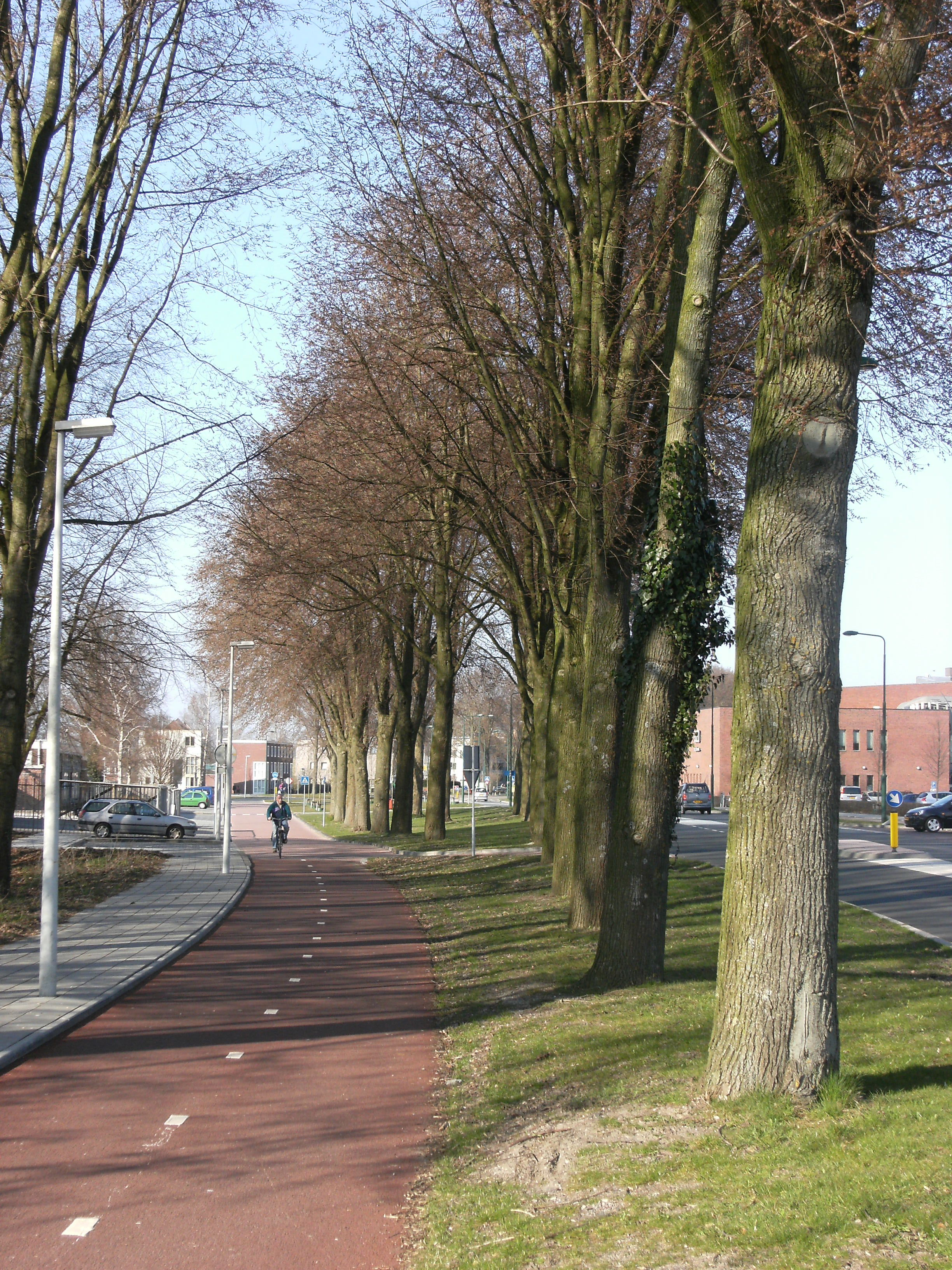
Une conception typique de piste cyclable bidirectionnelle (au milieu, en rouge), la chaussée à droite est séparée dans la chaussée vélos. Il y a un sentier (en gris) à gauche de la piste cyclable.

Lorsque suffisamment d'espace est disponible, les routes plus grandes sont équipées d'un fietspad (piste cyclable) parallèle qui est séparé physiquement des automobiles par exemple au moyen d'un seuil, d'une haie ou d'une voie de stationnement. Dans la plupart des cas, ces pistes cyclables sont également physiquement séparées de la voie pour piétons.
Lorsqu'il existe des pistes cyclables protégées, leur utilisation est dans la plupart des cas obligatoire pour les cyclistes. Les cyclomoteurs et assimilés sont autorisés et obligés de les utiliser lorsque leur vitesse maximale ne dépasse pas 25 km/h (avec une plaque d'immatriculation bleue), bien que cela soit devenu controversé. Lorsque la vitesse maximale est de 45 km/h (plaque d'immatriculation jaune), les cyclomoteurs ne sont autorisés à utiliser les pistes cyclables que si cela est indiqué (principalement en dehors des zones urbanisées). Les automobilistes ne sont pas autorisés sur les pistes cyclables, et pour imposer cela, l'entrée des voitures est souvent rendue physiquement impossible en utilisant des obstacles. Dans tous les cas, une piste cyclable unidirectionnelle est généralement trop étroite pour que les voitures puissent s'y déplacer.
Les pistes cyclables bidirectionnelles d'un côté de la route sont courantes dans les villes comme à la campagne : elles sont divisées en deux voies, similaires aux routes, par une ligne en pointillés. Parfois, des pistes cyclables bidirectionnelles existent des deux côtés de la route ; cela réduit le nombre de fois que les cyclistes doivent traverser la route.
La couleur de la chaussée sur une piste cyclable ou une piste peut varier, bien que le rouge soit la couleur standard pour identifier les pistes cyclables et les pistes cyclables sur route aux Pays-Bas : l'asphalte rouge ou la maçonnerie est utilisé pour distinguer visuellement les pistes cyclables des pistes de voiture et sentiers pédestres. L'asphalte noir standard est également couramment utilisé et certaines anciennes pistes cyclables sont constituées de carreaux carrés, couramment utilisés pour les trottoirs.

### Pistes cyclables sur route

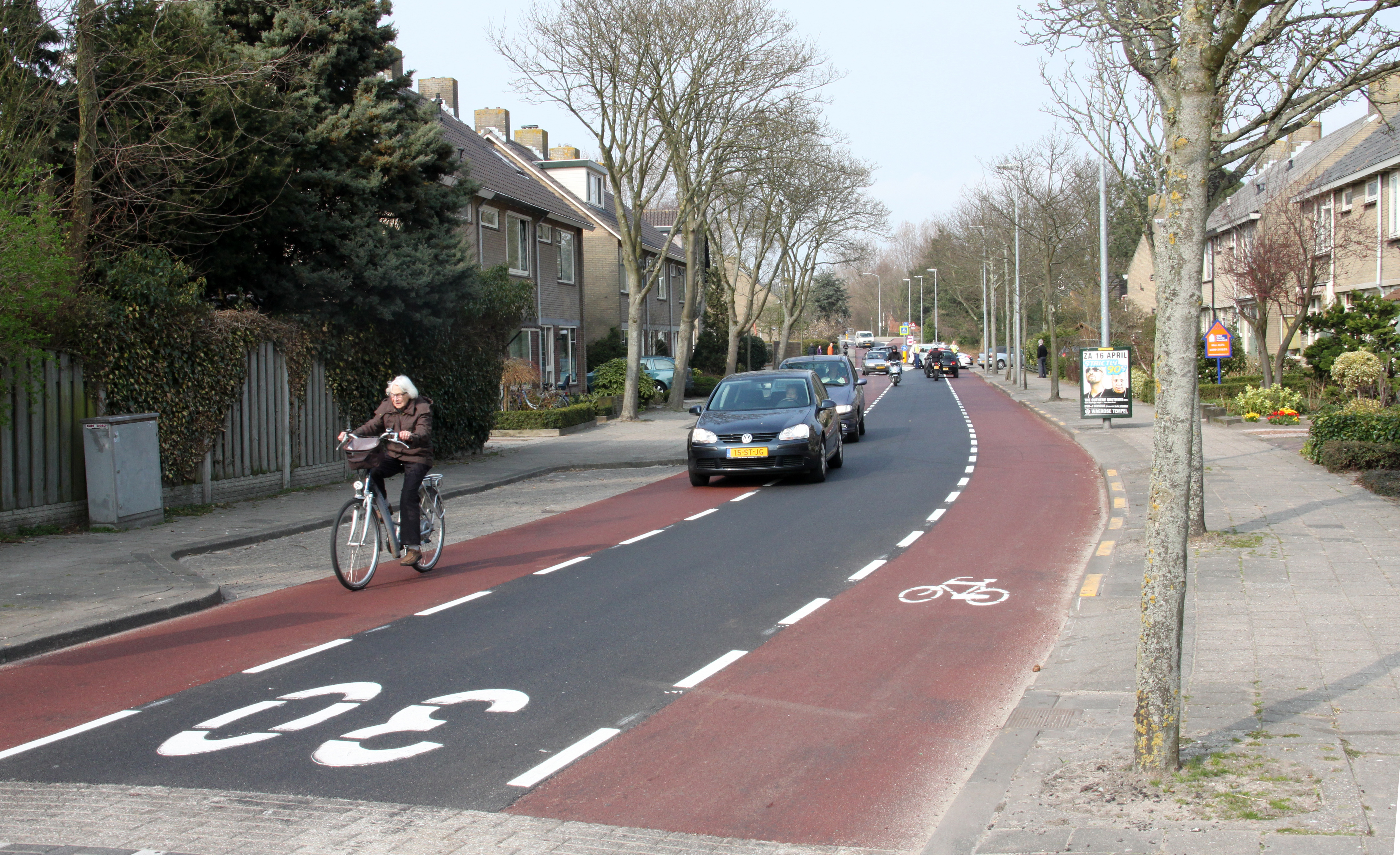
Voies cyclables de type Fietsstrook (rouges) pouvant être utilisées par les automobilistes également lorsque d'autres voitures approchent dans la direction opposée. Les voitures doivent cependant les utiliser en toute sécurité et ne pas prendre la priorité sur les cyclistes.

Aux Pays-Bas, les bandes cyclables sur route sont marquées soit par une ligne pointillée soit par une ligne continue : les voies marquées par une ligne pointillée peuvent être utilisées par les automobilistes à condition qu'elles n'entravent pas la circulation des cyclistes, tandis que celles marquées par une ligne continue ne peuvent pas être utilisées par les automobilistes. Les lignes continues sont interrompues aux passages à niveau pour permettre aux automobilistes d'entrer ou de sortir de la route. Le stationnement n'est jamais autorisé dans les deux types de voies.
Les voies cyclables sont généralement revêtues d'asphalte rouge ou noir. La couleur rouge n'a aucune signification légale, elle est là pour la visibilité ; la voie cyclable sur route est délimitée par la ligne continue ou en pointillés qui la sépare de la chaussée.
Les directives nationales recommandent une largeur minimale de 1,25 m pour les pistes cyclables.
Lorsqu'une piste cyclable est présente sur une route, les cyclistes sont obligés de l'utiliser.

### Fietsstraat(rue cyclable)

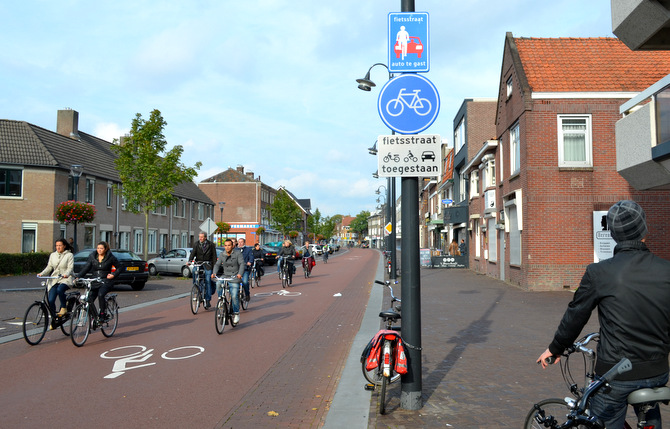
Une fietsstraat (rue cyclable) où les vélos sont le principal moyen de transport et les voitures sont considérées comme des « invités ».

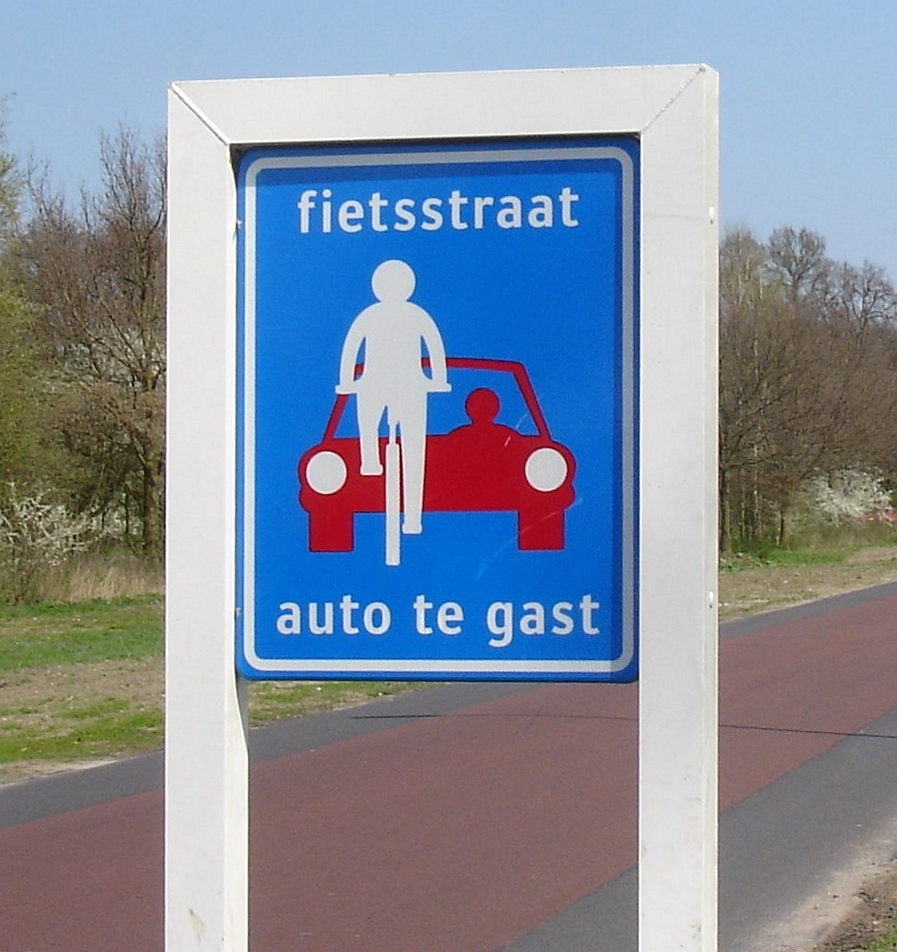
Le panneau routier "Fietsstraat" indiquant la priorité pour les cyclistes.

Une fietsstraat (rue cyclable) est une route où les vélos sont considérés comme le principal moyen de transport privilégié et où les voitures et autres véhicules motorisés sont autorisés « en tant qu'invités ». Il existe quatre types différents de fietsstraat, mais ils doivent tous avoir une limite de vitesse de 30 km/h ou moins et sont généralement colorés dans le même asphalte rouge que les pistes cyclables.
Les fietsstraat existent principalement dans les zones résidentielles où les routes à faible trafic existent de toute façon. Une fietsstraat était dans la plupart des cas à l'origine une route qui avait auparavant un faible trafic et était donc facilement aménageable. Ils constituent un type d'infrastructure important qui rend les villes néerlandaises plus sûres pour les cyclistes. Ils peuvent également être utilisés dans le cadre de la séparation des itinéraires afin de permettre aux cyclistes d'éviter les routes plus fréquentées et permettent également d'avoir des itinéraires directs pour circuler ou traverser la ville.

### Séparation des modes
Dans les villes néerlandaises, de nombreux itinéraires réservés aux vélos ne sont pas situés le long de la chaussée, ni à proximité et parallèlement aux principaux itinéraires de voiture : les itinéraires cyclables sont plutôt souvent complètement séparés des itinéraires pour les véhicules à moteur. Dans de nombreux cas, les itinéraires cyclables dédiés sont beaucoup plus directs que les itinéraires locaux en voiture vers des destinations courantes, comme les centres-villes. Cette séparation complète des itinéraires cyclables des itinéraires pour véhicules à moteur s'appelle la séparation des modes et est une caractéristique importante de la conception urbaine et de la gestion des flux de circulation néerlandaise moderne.
Par exemple, de nombreuses villes néerlandaises ont un noyau vert « doux » qui n'est accessible qu'aux cyclistes et aux piétons. Par conséquent, les conducteurs souhaitant traverser la ville peuvent avoir à faire un long détour par une rocade, les cyclistes peuvent emprunter un itinéraire direct à travers le centre-ville.
D'autres pistes cyclables fonctionnent de manière similaire. À petite échelle, de courtes sections de piste cyclable peuvent fournir un raccourci entre les rues que les voitures ne peuvent pas emprunter, tandis qu'à plus grande échelle, des rues entières sont parfois converties en pistes cyclables pour offrir plus d'espace aux cyclistes et décourager l'utilisation de véhicules motorisés.
Des pistes cyclables à fins récréatives existent également dans les parcs et à la campagne. Celles-ci sont généralement bidirectionnelles.

### À la campagne
Sur les routes très fréquentées et importantes, les installations cyclables à la campagne sont similaires à celles des villes. Les pistes cyclables sont aménagées dans la mesure du possible et, si cela n'est pas possible, des bandes cyclables sont réalisées sur le bas-côté de la route. Si l'espace disponible est trop limité, même pour une piste cyclable, par exemple lorsqu'une route traverse un village, des mesures de réduction de la vitesse sont généralement prises pour garantir que la différence de vitesse entre les cyclistes et les automobilistes reste tolérable.
Les autoroutes et les « routes provinciales » (routes principales dont une province est responsable) sont généralement équipées de pistes cyclables distinctes. En revanche, les autoroutes sont rarement associées à des pistes cyclables. Si une piste cyclable est liée à une autoroute, elle se situe généralement à une distance relativement importante de la route, en dehors de l'emprise de l'autoroute, derrière les glissières de sécurité et les barrières antibruit.
En dehors de ces chemins et voies utilitaires, de nombreux sentiers de loisirs sont disponibles à la campagne. Leur chaussée varie du gravier à l'asphalte. Les coquillages broyés sont une variante populaire.

### Snelfietsroutes(itinéraires de vélo rapide)

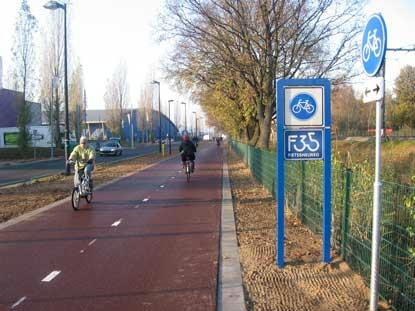
Fietssnelweg (piste cyclable) F35 à Enschede.

Un itinéraire à vélo uniquement destiné à parcourir de plus longues distances pour des raisons pratiques telles que les trajets quotidiens ou pour le sport et l'exercice peut être appelé snelfietsroute (route cyclable rapide) ou fietssnelweg (route cyclable). Certaines caractéristiques de ces pistes cyclables mentionnées par les gouvernements (nationaux et locaux) et les experts de la circulation sont les suivantes :
- sentiers bidirectionnels avec des largeurs de voie unidirectionnelles recommandées de 2 mètres et des largeurs minimales de 1,5 mètre ;
- tronçons très droits et plats (c.-à-d. quelques montées et descentes, courbes ou virages) ;
- l'absence de feux de circulation et de croisements avec circulation motorisée ;
- qualité supérieure du revêtement de la chaussée.

Les groupes d'intérêt cyclistes et les gouvernements nationaux et locaux préconisent ces itinéraires comme étant une solution pour réduire davantage la congestion du trafic automobile, car les cyclistes peuvent y atteindre des vitesses moyennes plus élevées par rapport aux types habituels d'infrastructures cyclables. Ainsi, les cyclistes sont donc plus en mesure de rivaliser avec la voiture pour les trajets plus longs pour eux.

### Ronds-points
Certains ronds-points ont des voies cyclables autour d'eux, avec des panneaux indiquant les directions aux cyclistes. Aux Pays-Bas, la circulation sur les ronds-points a généralement la priorité sur les entrées, et lorsqu'une piste cyclable est présente, cette priorité s'applique également aux cyclistes. Cela signifie que les voitures doivent donner la priorité aux vélos à l'entrée et à la sortie du rond-point.
D'autres ronds-points ont des pistes cyclables séparées autour de celui-ci. Des panneaux indiquent si la piste cyclable ou la route qui traverse est prioritaire. De nombreuses autorités accordent la priorité aux voitures au croisement des routes, car cela est considéré comme plus sûr. Par souci d'équité, d'autres conservent la priorité que les cyclistes auraient eu s'ils n'avaient pas utilisé une piste cyclable distincte (qu'ils sont obligés d'utiliser).
Un rond-point très fréquenté à Eindhoven utilise des tunnels et un rond-point intérieur pour les cyclistes afin de séparer complètement les deux flux de circulation.

#### LeHovenring

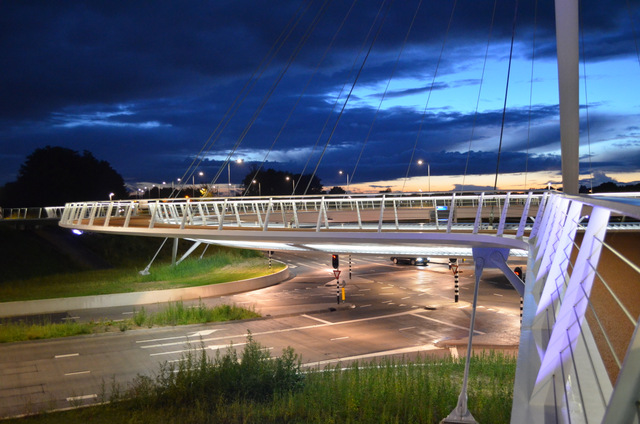
Le Hovenring de nuit

Le Hovenring est une première architecturale pour les infrastructures cyclables. Inauguré le 29 juin 2012, il s'agit d'un pont suspendu circulaire surélevé servant de rond-point réservé aux vélos, construit entre les localités d'Eindhoven, Veldhoven et Meerhoven (d'où le nom, qui est le néerlandais pour « anneau des Hovens ») dans la province de Brabant septentrional. Construit sur une grande intersection de routes très fréquentées, où, avant sa construction, les cyclistes devaient traverser de nombreuses voies, il s'agit du premier rond-point à vélo suspendu au monde,.

### Traversée des rivières et des autoroutes

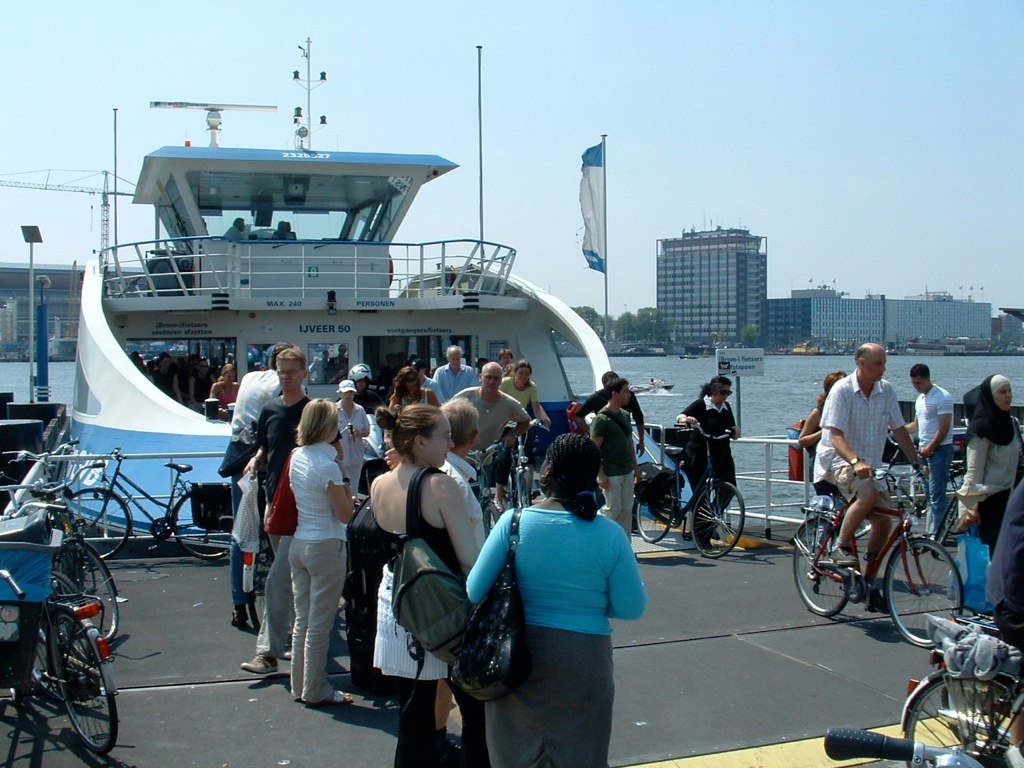
Ferry traversant l'IJ près de la gare centrale d'Amsterdam.

Pour protéger les cyclistes de la circulation motorisée lorsqu'ils doivent traverser des autoroutes et d'autres routes très fréquentées, des ponts et des tunnels dédiés aux cyclistes sont construits. Ces installations sont souvent partagées avec les piétons.
Les petites voies navigables telles que les canaux, qui abondent surtout dans l'ouest de la Hollande, ont souvent des ponts dédiés aux cyclistes, éventuellement partagés avec les piétons. Cependant, pour traverser de grandes voies navigables, les pistes cyclables sont souvent couplées aux routes (par exemple le Hollandse Brug) ou parfois aux voies de chemin de fer (par exemple le pont ferroviaire de Nimègue). Les longs tunnels routiers sont rarement ouverts aux cyclistes.
Lorsque les routes et les chemins de fer sont trop éloignés d'un point de passage, les ferries offrent souvent une alternative pour passer. Dans de nombreux cas, les ferries fonctionnent exclusivement ou principalement pour les cyclistes et dans une moindre mesure pour les piétons.

### Feux de signalisation
En raison de leur utilisation constante, les pistes cyclables sont équipées de leur propre système de feux de circulation. Ceux-ci sont présents aux carrefours, avec un ensemble de feux pour les véhicules motorisés et un ensemble de feux plus petit pour les cyclistes. Il existe également des versions miniatures des feux pour automobiles couplées à un feu pour vélos de taille habituelle avec des découpes des feux en forme de vélo.
Dans de nombreux endroits, il existe des itinéraires cyclables plus directs qui contournent les feux de circulation, permettant aux cyclistes de faire des trajets plus efficaces que les automobilistes.
Parfois, les cyclistes sont explicitement autorisés à passer un feu rouge s'ils tournent à droite sur une intersection. Ils sont également autorisés à ignorer un feu rouge s'ils traversent le sommet d'une jonction en T sur une piste cyclable, car il n'y a jamais d'interaction entre les automobilistes et les cyclistes, et les cyclistes peuvent négocier facilement avec d'autres cyclistes et piétons.

### Signalisation

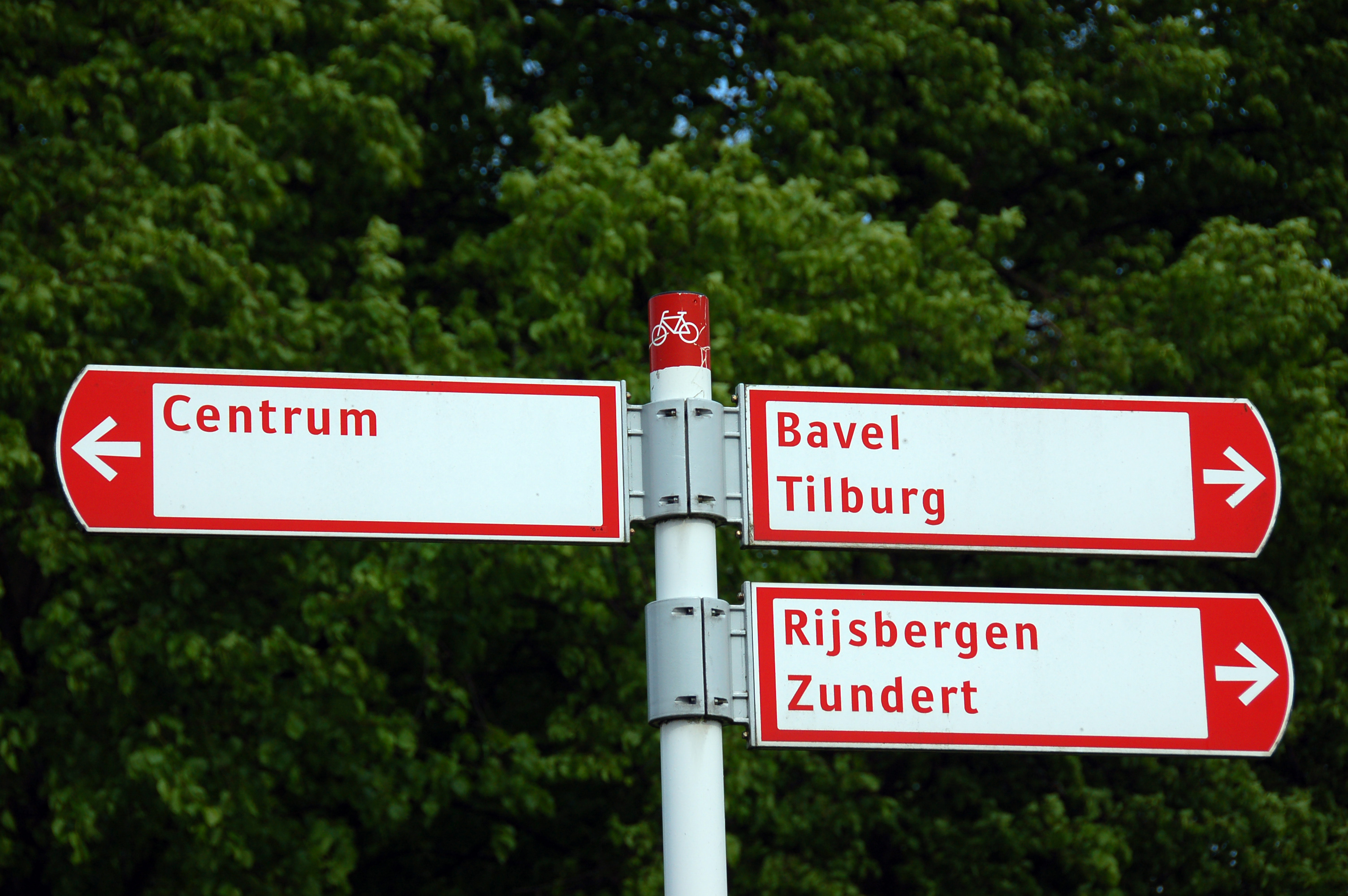
Panneau directionnel pour cyclistes.

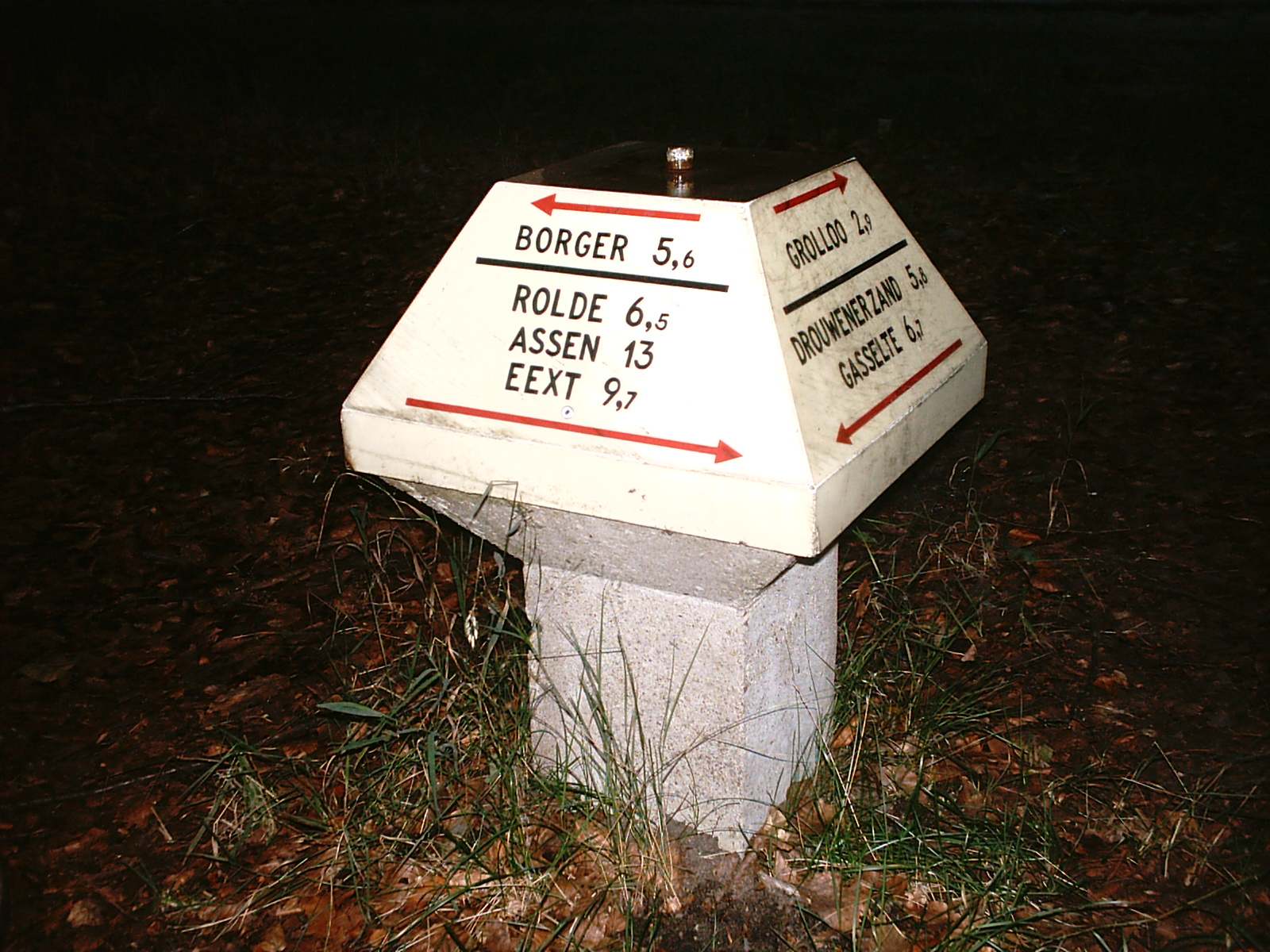
Le type de panneau "champignon".

Les panneaux de signalisation prennent la forme de panneaux routiers, avec des indications indiquant les distances vers les villes et villages voisins. Les panneaux se présentent sous deux formes différentes : le panneau directionnel commun qui est une version miniature des panneaux routiers pour automobiles et un poteau de direction en forme de champignon. La seconde forme est utilisée à la campagne.
Contrairement aux panneaux de signalisation en général, qui comportent des lettres blanches sur fond bleu, les panneaux pour cyclistes ont des lettres rouges ou vertes sur fond blanc. Le rouge est utilisé pour l'itinéraire habituel et le vert pour les itinéraires plus pittoresques où les cyclomoteurs ne sont pas autorisés. Le panneau de style champignon peut également avoir des lettres noires sur fond blanc (car il est évident qu'il n'est pas destiné aux automobilistes). Un nouveau style de champignon a un lettrage rouge.
Lorsqu'un panneau général (blanc sur bleu) ne s'applique pas aux cyclistes, il passe par une voie rapide ou une autoroute, cela est indiqué par un petit panneau de voiture ou un panneau d'autoroute derrière le nom de la destination. Dans de tels cas, un panneau séparé pour les cyclistes est généralement à proximité.
La plupart des panneaux de signalisation pour cyclistes utilisés aux Pays-Bas sont universels. Cependant, certains sont spécifiques au pays et peuvent même inclure du texte néerlandais, par exemple fietspad (piste cyclable), (brom) fietsers oversteken (les cyclistes et cyclomoteurs doivent traverser la route), uitgezonderd fietsers (sauf pour les cyclistes) ou rechtsaf fietsers vrij (tourner à droite permis pour les cyclistes).

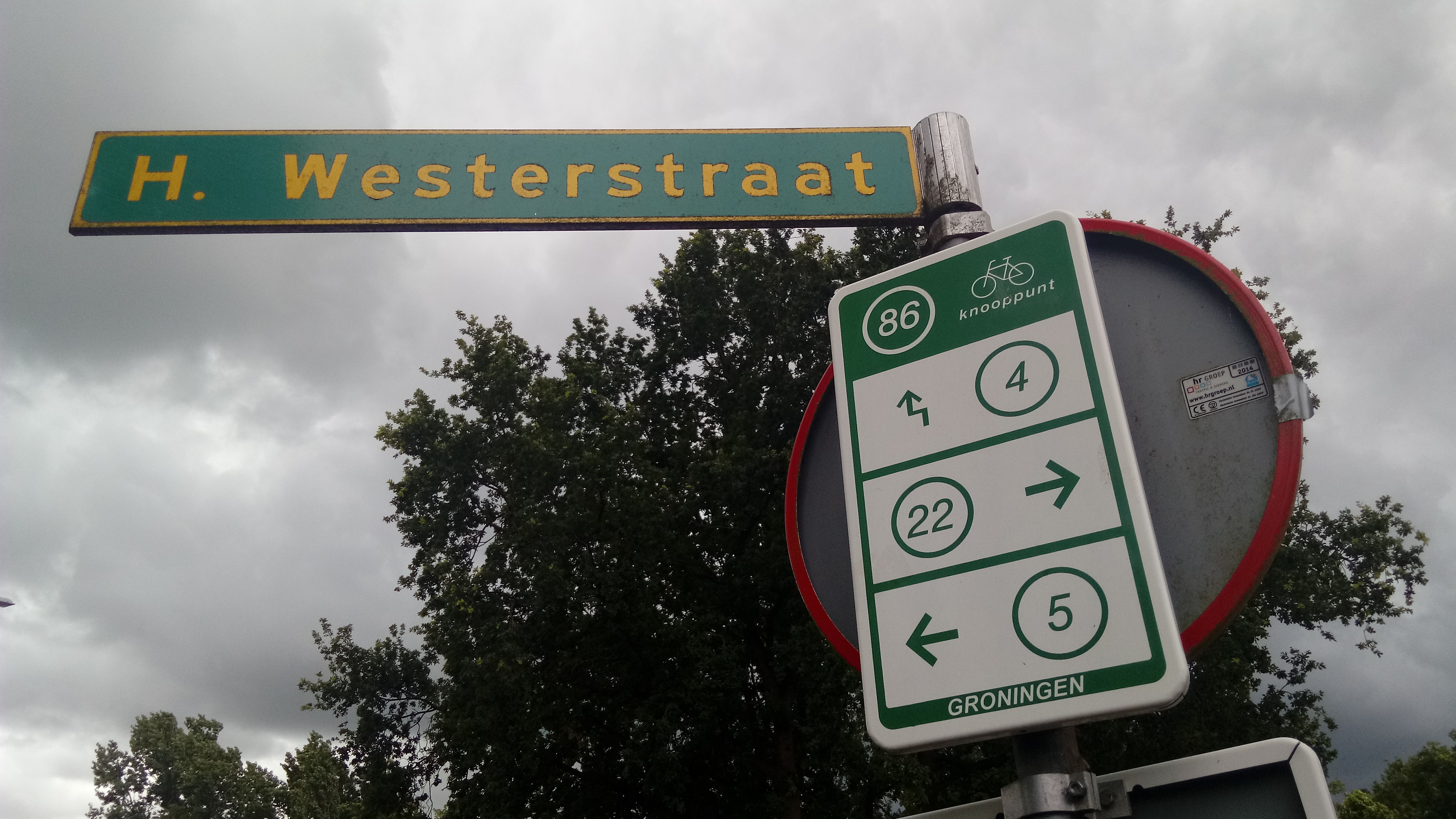
Un panneau présent au nœud 86 indiquant les directions vers trois autres nœuds (4, 5 et 22). Oude Pekela, Pays-Bas

Un système de nœuds numérotés permet d'aller d'intersections en intersections facilement.

### Parking

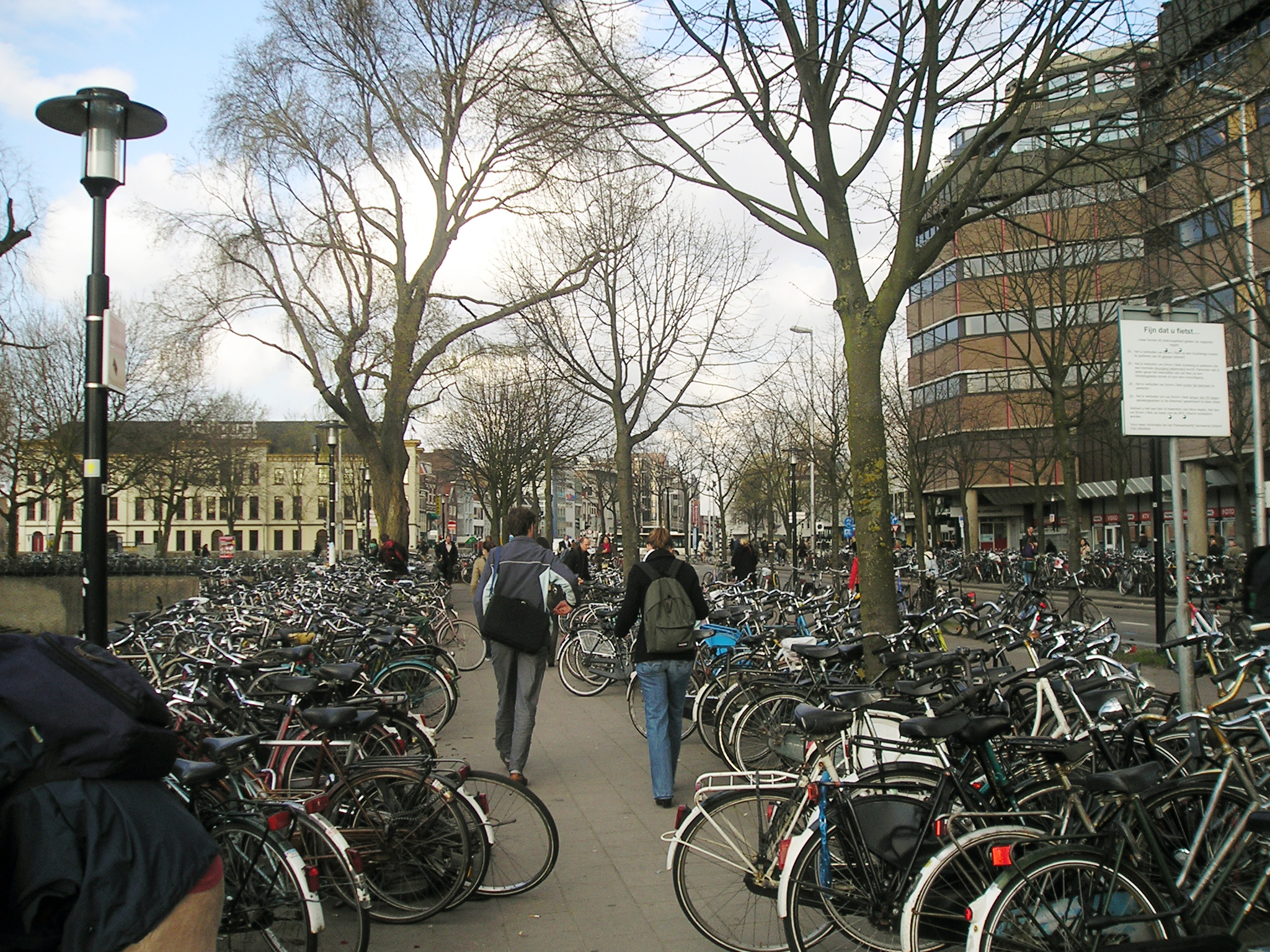
Parking vélo à Utrecht

Aux Pays-Bas, la loi oblige à avoir un stationnement cyclable à côté de chaque magasin. Les supports à vélos sont courants aux Pays-Bas, une alternative au chaînage du vélo à un poteau. Dans la plupart des cas, la roue avant du vélo repose sur le support.
Il existe de nombreux parkings à vélos (en), en particulier dans les centres-villes et dans les gares, dont certaines peuvent contenir plusieurs milliers de vélos. Chaque gare dispose d'un parking à vélos attenant, et la plupart offrent également un parking à vélos surveillé pour une somme modique. Depuis le début du XXIe siècle, 450 000 places de stationnement pour vélos ont été construits et modernisés dans plus de 400 gares, et les compagnies ferroviaires néerlandaises ProRail et NS prévoient une extension de 250 000 autres places d'ici 2027. Déjà la moitié des voyageurs en train néerlandais se rendent à la gare à vélo, soit un demi-million de cyclistes par jour. Ces types de stations de stationnement pour vélos existent également dans la plupart des villes. Par exemple, il y a 20 stations de stationnement pour vélos surveillées dans la ville de Groningen (population de 198 000 habitants).
La plupart des conseils municipaux forcent le stationnement des vélos au bon endroit en retirant régulièrement les vélos qui ne sont pas placés dans les supports à vélos. Les antivols sont coupés et, pour que le propriétaire récupère son vélo, il doit payer une amende d'environ 25 €[réf. nécessaire]. Cela permet d'éviter les accumulations de vélos sur les trottoirs.

## Location de vélos
Des solutions de location sont disponibles dans la plupart des grandes villes, ainsi que l'équipement et les services de réparation nécessaires. Toutes les villes possèdent plusieurs boutiques de vélo, principalement dans les supermarchés et autres magasins courants. Les vélos sont fournis avec un antivol. Un programme national, Cycleswap, soutient les petites entreprises de location de vélos pour une utilisation à court terme.

### OV-fiets

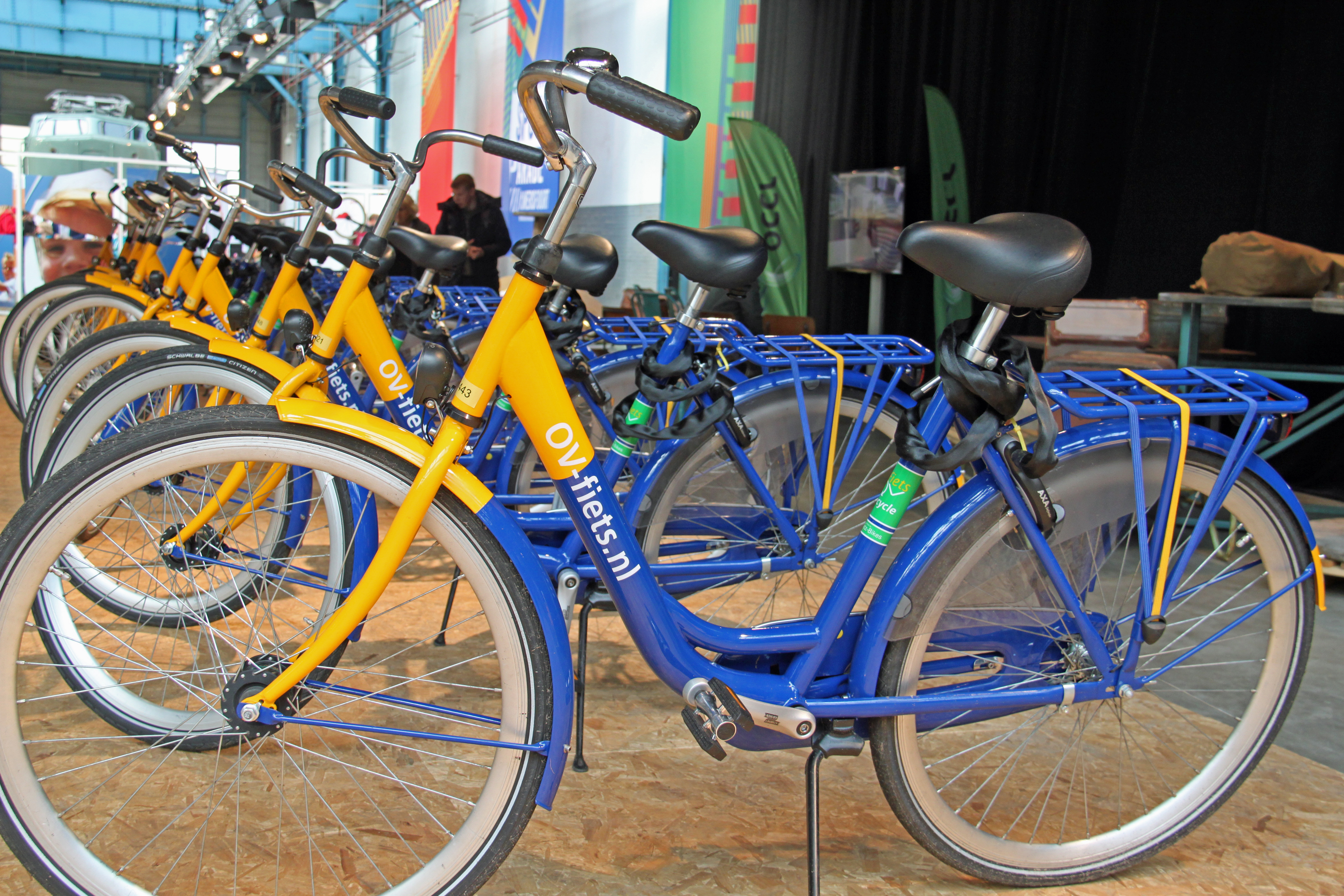
OV-fiets

OV-fiets (littéralement « vélo de transport public ») est le nom d'un très grand système national de location et de partage de vélos géré par les Nederlandse Spoorwegen (NS - chemins de fer nationaux). Près de 15 000 OV-fietsen sont proposés à la location dans plus de 300 sites aux Pays-Bas ; dans de nombreuses gares, aux arrêts de bus ou de tramway, dans plusieurs centres-villes et dans les parkings P+R. Le but est de permettre la location d'un vélo pour terminer un voyage.
Le programme OV-fiets, qui a commencé à petite échelle en 2003, n'a cessé de gagner en popularité, enregistrant d'abord 1 million de trajets en 2011 mais les NS prévoyaient 3 millions de trajets en 2017, en hausse de 25% par rapport à 2,4 millions en 2016. Les estimations ont été dépassées avec 3,2 millions de voyages en 2017.
Ces dernières années, les NS ont augmenté leur flotte de location d'environ 1 000 vélos par an pour répondre à la demande. Cependant, une forte augmentation de la demande a contraint les NS à commander 6 000 vélos supplémentaires en 2017,. L'entreprise avait pour objectif de disposer de 14 500 vélos d'ici la fin de 2017.
L'adhésion au programme OV-fiets est obligatoire, mais à compter du 1er janvier 2017, il ne coûte que 0,01 € par an ; la somme permet de vérifier les données d'identité et de paiement. Les vélos sont accessibles à l'aide de la carte de transport public NS normale - et la location pour 24 heures coûte 3,85 €. Depuis que la nouvelle politique est en place, le nombre d'utilisateurs enregistrés est passé de 200 000 à environ 500 000.
La nature du programme de partage de vélos OV-fiets diffère quelque peu de celle de programmes similaires dans d'autres pays, en partie en raison de la possession déjà élevée de vélos par la population. Le système néerlandais est fortement intégré au réseau de transports publics, de sorte que les personnes qui laissent leur vélo personnel à la gare de départ peuvent continuer à voyager avec un autre vélo une fois arrivées à leur gare de destination.

### Swapfiets
Swapfiets est un service de location de vélos pour les résidents néerlandais qui propose, pour un prix mensuel fixe, un vélo et couvre tous les frais de réparation. Le service a commencé comme une start-up qui louait des vélos remis à neuf, mais a depuis développé un design spécifique, avec le pneu avant de couleur bleu.

## Cyclotourisme

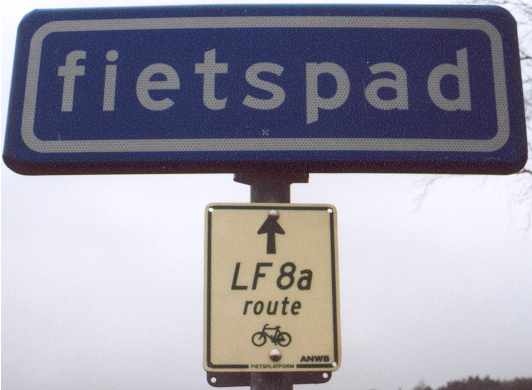
Panneau identifiant la voie cyclable nationale LF 8a, sous le panneau général de la piste cyclable

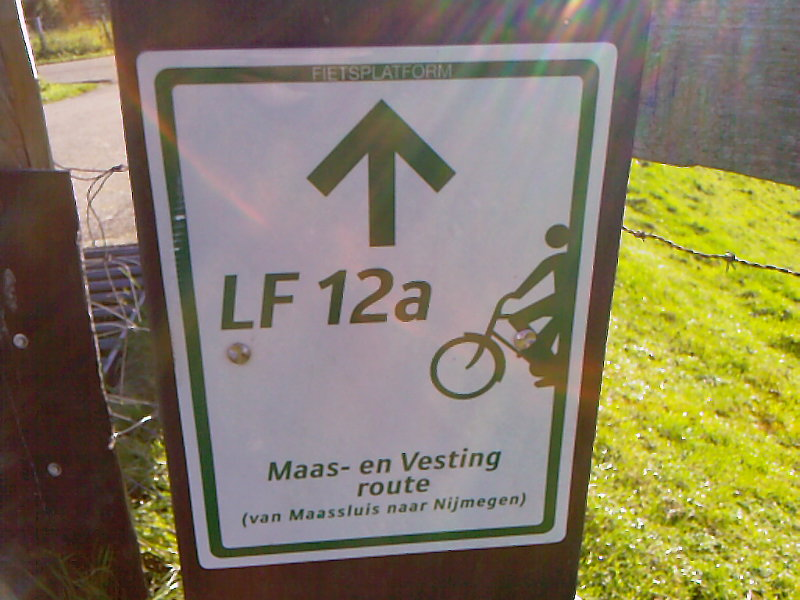
Panneau identifiant la route LF 12a alias la route Maas - en Vesting

Concernant le cyclotourisme, toutes les villes néerlandaises sont atteignables par les 26 itinéraires cyclables du réseau national cyclable néerlandais - itinéraires LF - ou sur les nombreuses autres pistes cyclables régionales.
Les cartes des itinéraires LF et d'autres itinéraires sont largement disponibles et se présentent sous deux formes :
- Cartes d'itinéraire : une carte nationale qui montre des informations d'itinéraire plutôt que la topographie générale. Seuls les itinéraires sont indiqués et les informations associées sont affichées. Ils sont souvent utilisés pour les vacances et sont vendus dans la plupart des magasins touristiques.
- Cartes nationales : Celles-ci couvrent l'ensemble du pays, avec des marquages et des symboles sur les pistes cyclables des Pays-Bas. La plupart des bonnes cartes cyclables nationales comprendront les itinéraires LF[55] et tous les autres itinéraires du réseau cyclable numéroté (urbain et rural)[56].

Il existe également des cartes complètes et des outils de planification d'itinéraire disponibles en ligne ou dans les applications pour smartphones et tablettes.
Bien que le réseau de routes LF soit le réseau national de pistes cyclables des Pays-Bas, certaines de ses routes s'étendent aux pays voisins de la Belgique et de l'Allemagne ; la LF1 longe la côte de la mer du Nord jusqu'à Boulogne-sur-Mer en France.
Pour les cyclistes qui ne veulent pas explorer les Pays-Bas par leurs propres moyens, il existe différents voyagistes qui proposent une grande variété de vacances à vélo organisées.

## Transport de vélos
Il est possible de prendre des vélos dans les trains, les avions et les ferries. Les bus, cependant, ne les transportent généralement pas.

### En train
Les vélos peuvent être transportés dans les trains sous certaines conditions. Les vélos pliants peuvent être emportés plus facilement que les autres types car les vélos ordinaires doivent être placés dans des zones désignées. Prendre un vélo plié à l'intérieur d'un train est gratuit, mais pour les vélos dépliés et les vélos ordinaires, un ticket spécial est requis. En 2019, ces billets coûtent 6,90 € par vélo et sont valables pour une journée entière. Dans tous les trains, il est interdit de transporter des vélos de taille normale et (partiellement) dépliés pendant les heures de pointe, bien que cette restriction ne s'applique pas en été en juillet et août, lorsque les vélos peuvent être transportés gratuitement à tout moment. Tous les vélos sont autorisés, même un vélo couché ou un tandem. Cependant, il est interdit de prendre un tricycle ou une remorque à vélo dans les trains,.
Les voyageurs doivent placer leur vélo dans les zones désignées : des autocollants bleus sur ou près des portes indiquent où ils se trouvent.

### Ferries
Les ferries sont monnaie courante aux Pays-Bas pour traverser à la fois les rivières et les canaux, y compris de nombreux ferrys de passagers qui fonctionnent spécialement pour les cyclistes et les passagers à pied, leur évitant ainsi de faire de longs détours. Il y a des ferries allant vers les îles du Nord (Texel, Vlieland, Terschelling, Ameland et Schiermonnikoog).

## Les prixFietsstad(Ville cyclable)
Certaines années, un jury de la Fietsersbond (union des cyclistes) organise les prix Fietsstad où une ville reçoit l'honneur d'être une Fietsstad (ville cycliste) reconnue. Le critère principal pour gagner n'est pas de déterminer parmi des villes concurrentes laquelle a le meilleur environnement cyclable dans son ensemble, mais plutôt quelle ville est déjà idéale pour le cyclisme et a encore amélioré son environnement cyclable. De plus, certaines années, le jury utilise un thème unique pour décider du gagnant.
Les villes ayant été déclarées Fietsstad sont,, :
| Année | Gagnant     | Thème                                                 |
| ----- | ----------- | ----------------------------------------------------- |
| 2000  | Veenendaal  |                                                       |
| 2002  | Groningue   |                                                       |
| 2008  | Houten      | Veilig en fietsvriendelijk (sûr et adapté aux vélos)  |
| 2011  | Bois-le-Duc | Veilige schoolomgeving (Environnement scolaire sûr)   |
| 2014  | Zwolle      | Fietsen zonder hindernissen (Cyclisme sans obstacles) |
| 2016  | Nimègue     | Bikenomics                                            |
| 2018  | Houten      | n/a                                                   |

## Galerie

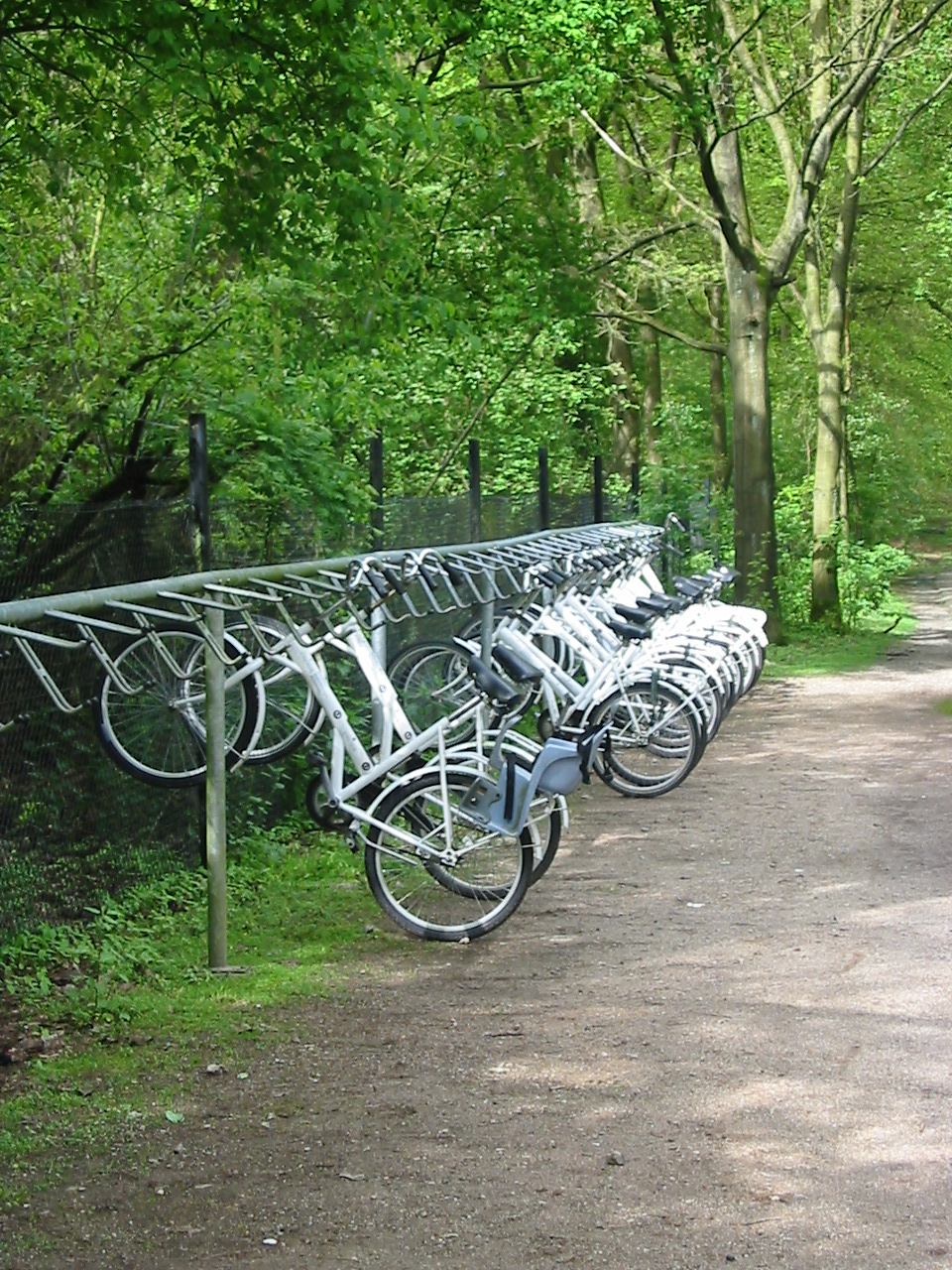
Vélos blancs, à usage gratuit, dans le parc national De Hoge Veluwe.
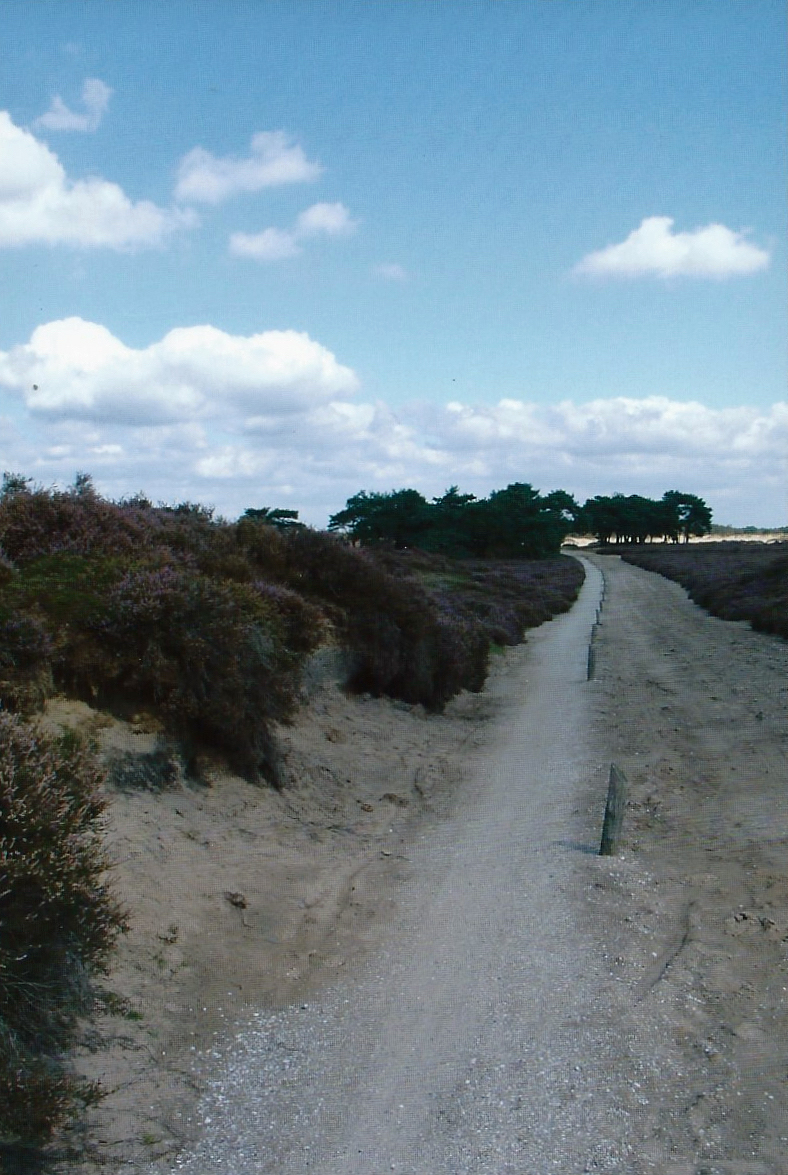
Une piste cyclable récréative faite de coquillages broyés, Balloërveld.
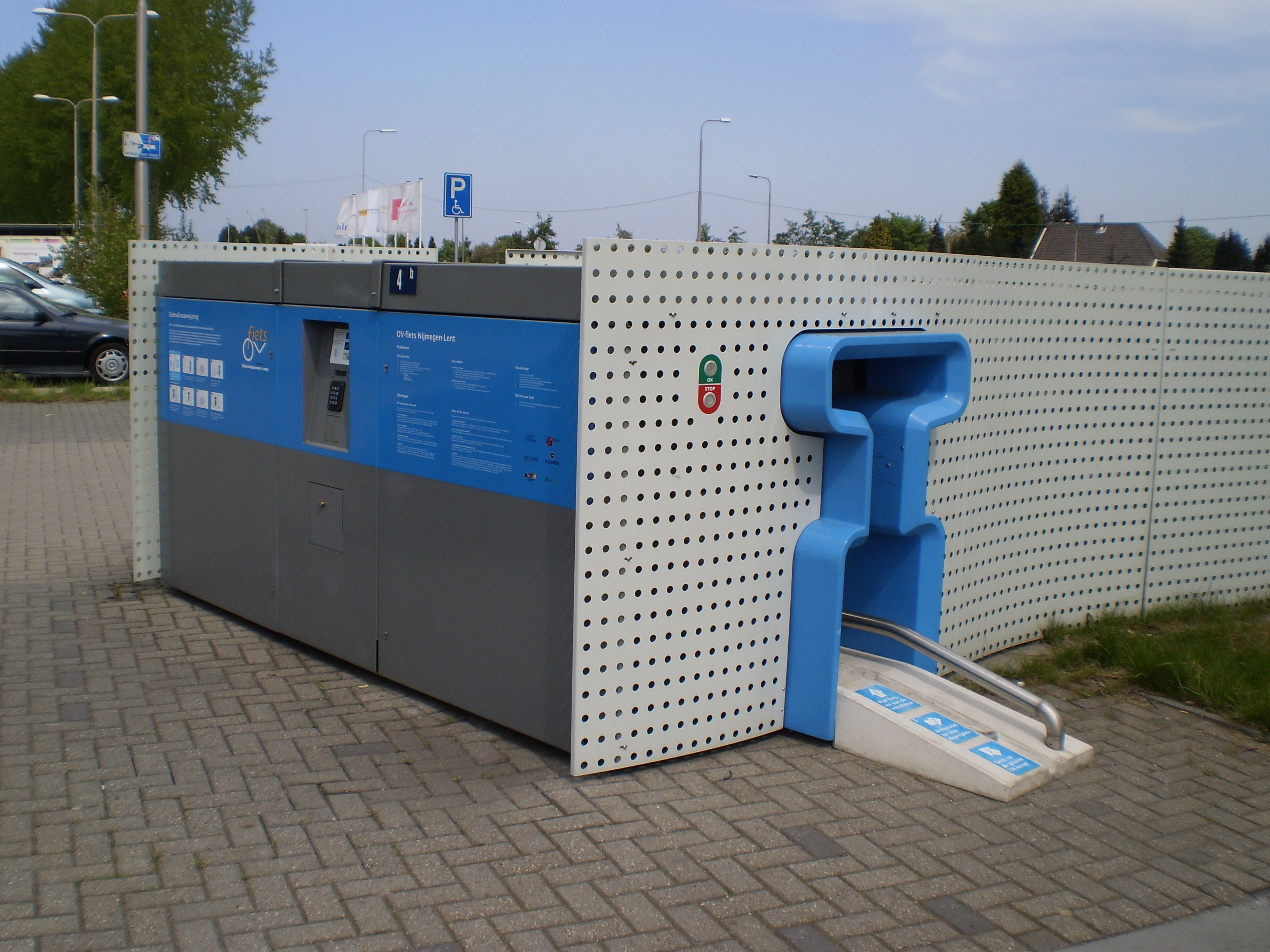
Un distributeur OV-fiets.
Vélo avec chauffeur, sur la Damstraat à Amsterdam.
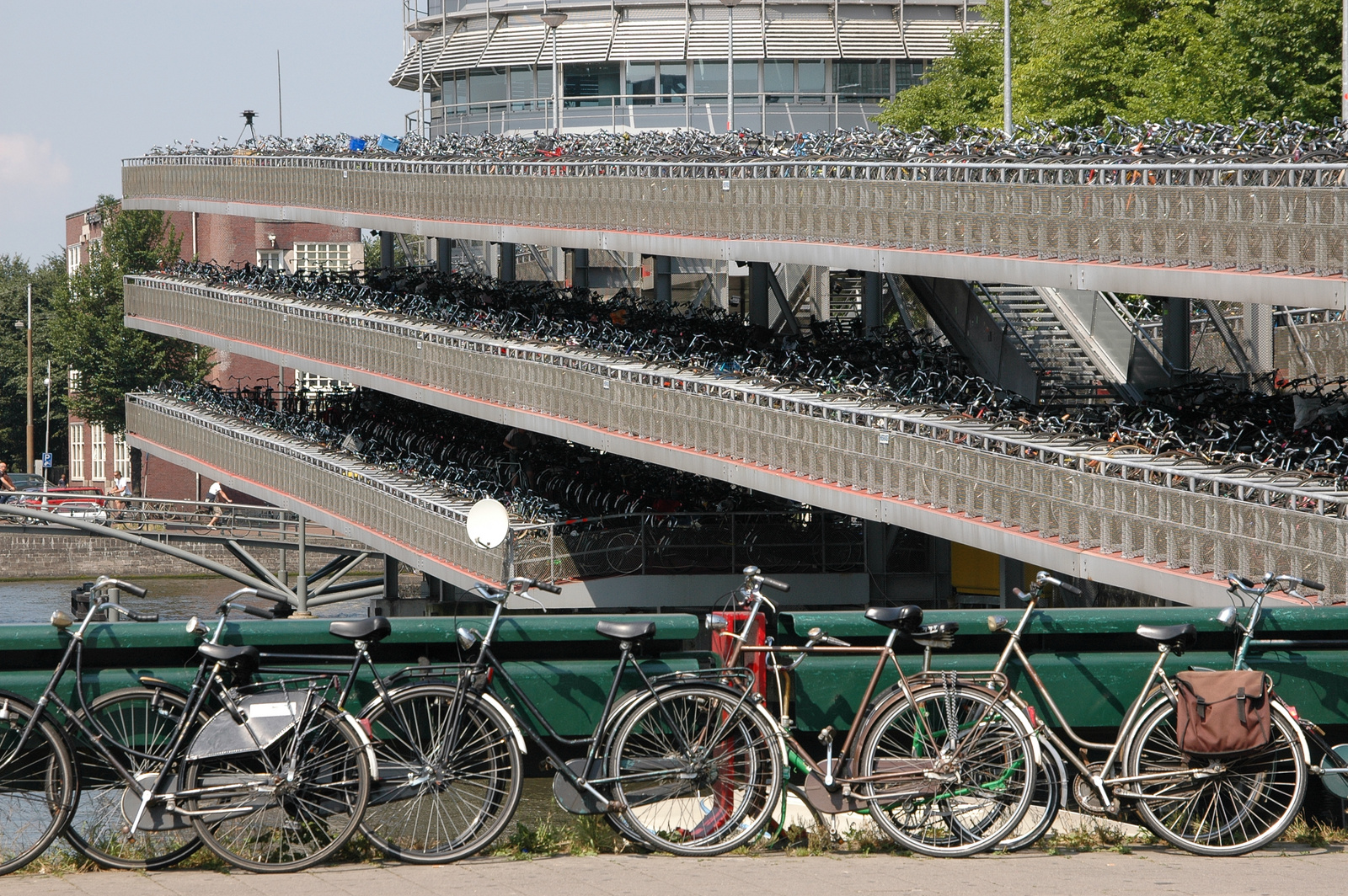
Fietsflat d'Amsterdam, un parking à vélos de trois étages à la gare d'Amsterdam Centraal.